# De klokken van Sint Odolf
De klokken van Sint Odolf is een Friese sage en is opgetekend in Friesche sagen van Theun de Vries.

## Het verhaal
Bisschop Balderik van Utrecht ziet een monnik van van het Friese klooster van Sint Odolphus bij Stavoren in zijn studeercel. De monnik kust de zoom van het bisschoppelijk gewaad en vertelt dat hij broeder Egbertus is. De abt van het klooster is overleden nadat de prior hem de laatste sacramenten gegeven heeft en liet hem bij zich komen. Egbertus hoorde van de abt dat honderd jaar daarvoor het klooster gebouwd is, maar men vergat de klokken van de kapel te wijden. Hij is de zesde abt die dit geheim met zich meedraagt en wil dat Egbertus naar Utrecht gaat zodat de klokken niet in handen van de Boze vallen. De bisschop verklaart dat de klokken voor de Duivel zijn en blijven en er steekt een storm op en een wind blaast door de cel. De mensen proberen hun huizen te beveiligen en de volgende ochtend heeft de Boze het klooster van Sint Odolf bereikt.
De duivel voert de ongewijde klokken mee in de lucht en ze slaan half in de aarde. Hij scheurt ze uit de grond en komt bij de dijk tussen de Fluessen en de Morra. Er woont een jongere duivel met een zus en een bejaarde heks die tovenaars en tovenaresen uitnodigt voor een nachtfestijn. Ze vliegen op bezemstelen en dansen op de duivelse plek. Satan landt bij zijn neef en krijgt een hoorn vol kokende olie. De duivels slingeren de klokken over de meren zoals kaatsbal wordt gespeeld en vleermuizen fladderen om hen heen. De jonge duivel let niet op en de klokken vallen in het meer van de Fluesen en de Morra. De Boze is boos en zijn neef vlucht met de heks, maar de klokken zijn voor Satan verloren. Bisschop Balderik hoort dat het klooster van Sint Odolf in de golven verzwolgen is van reizende marskramers. Iedereen is omgekomen en de bisschop beveelt dat in alle parochies zielenmissen worden gelezen, zodat de verdoemenis wordt opgeheven. Uit de diepten van de Fluesen en Morra hoort men soms een geluid van klokken.

## Achtergronden
- Er zijn vele verhalen over verzwolgen klokken, die nog te horen zouden zijn (vooral tijdens kerstnacht).
- Het klooster van St. Odolf is rond 850 gebouwd.
- Zeelieden kenden het kerkhof van Oud-Stavoren in de Zuiderzee en hoorden er klokken luiden.
- Walter van den Ulvenhout en Maria van Gavere wilden trouwen, maar hun vaders gaven geen toestemming. Ze gaan samen naar een kerk en een oude priester zit te bidden. De priester weigert het paar te trouwen en dan trekt de boze jonker aan het klokkentouw. De klokken zijn nog niet gewijd en de priester waarschuwt dit niet te doen. De klok vliegt door de galmgaten in het water bij de kerk en de toren stort in. Walter en Maria liggen er onder, de priester is ongedeerd.